# Ligidia
Ligidia là một chi bướm đêm thuộc họ Noctuidae.